# Scolopendra paradoxa
Scolopendra paradoxa is een duizendpotensoort uit de familie van de Scolopendridae. De wetenschappelijke naam van de soort werd voor het eerst geldig gepubliceerd in 2018 door Doménech.